# Дебърска художествена школа
Дебърската школа е художествена школа от XVIII – XIX век, която възниква и се развива в дебърските селища: Галичник, Гари, Лазарополе, Осой, Требище, Тресонче. Тъй като всички тези населени места са разположени в историкогеографската област Река, школата е известна и под името Галичко-реканска школа. Трето наименование, под което се среща, е Мияшка школа по регионалното наименование на местните българи – мияци.

## История
Не са запазени конкретни данни за основоположниците и зараждането на Дебърската школа, но сведения показват, че към XVIII век датират някои създадени в областта майсторски творби на живописта и дърворезбата. Първият известен поименно представител на Дебърската художествена школа е Неделко от Росоки.
С времето уменията са предадени и на следващите поколения дебърчани и са оказали влияние и върху местното строителство и архитектура. Родовите общности от местни резбари и иконописци се разрастват на фона на всеобщия културен подем по време на Възраждането и отделни техни представители получават образование в Атон и Италия.
Сред известните родове в дебърската живопис са родовете от Галичник Гиновски и Фръчковци, с представител Макрий Негриев, а в резбарството – Филиповци от село Гари с най-видни представители братята Петър, Марко, Йован и Йосиф Филипови, както и Филиповци от село Осой с най-виден представител Филип Аврамов. Други известни имена на Дебърската школа са Дичо Зограф, уста Велян Огненов, Евстатий Попдимитров от Осой, Петър Пачаров, Симеон Максевски от Требище, Антон и Димитър Станишеви от Тресонче и много други. Към школата спадат и някои живописци от Крушево, Прилеп, Струмица и Щип.

## Художествено наследство
Наследството на Дебърската школа е в две основни направления – живопис и дърворезба.
Дебърската живопис обхваща наследство от хиляди икони, изографисани в много църкви и манастири в течение на повече от едно столетие. Тя носи характеристиките на възрожденската живопис с нейното колебание между старите иконографски традиции и стремежа към създаване на нова стилистика, примесена понякога с наивизъм. Наивизмът е характерен и за останалите възрожденски иконописни школи – Тревненска, Самоковска и Банска, от последните две от които Дебърската изпитва силно влияние. В Дебърско са създадени и редица по-скоро занаятчийски творби, примитиви, които обаче не се причисляват към наследството на тази школа, въпреки че са носители на някои нейни стилови особености.
В областта на дърворезбата Дебърската школа има постижения, които се оценяват като едни от най-ценните произведения на резбарското изкуство на територията на Балканския полуостров. Стилови особености на дебърската дърворезба са наивизъм в старозаветните и новозаветните сцени и фината орнаментация с изображения на растения и животни. В резбата си дебърските майстори, наред с утвърдените християнски символи, вплитат лозови, дъбови и акантови листа, розетки и по-рядко плодове.
Известни произведения на дебърското резбарско изкуство са иконостасите в:
- Бигорски манастир „Свети Йоан Предтеча“ от началото на XIX век,
- Лесновския манастир „Архангел Михаил“ от 1814 г.,
- църквата „Свето Успение Богородично“ в Пирдоп от 1819 г.
- църквата „Свети Спас“ в Скопие от 1825 г.,
- църквата „Свети Георги“ в Призрен от 1829 г.,
- църквата „Успение Богородично“ в Пазарджик от 1840 г.,
- църквата „Свети Георги“ в Оряхово, от средата на XIX век,
- църквата „Свети Никола“ в Крушево,
- църквата „Св. св. Теодор Тирон и Теодор Стратилат“ в Добърско.